# THEグローバル社
株式会社THEグローバル社（ざグローバルしゃ、英: The Global Ltd.）は、東京都新宿区に本社を置く不動産会社の持株会社。SBIホールディングスの連結子会社である。

## 概要
事業子会社4社を通じ、首都圏において「マンション」及び「戸建住宅」の開発分譲等を行っている。
マンション開発は、株式会社グローバル・エルシードが、マンション販売は株式会社グローバル住販が、マンション管理は株式会社グローバル・ハートが、戸建住宅の開発販売はグローバル・キャストが担当する。マンションブランド名は「ウィルローズ」。
2020年12月21日付で株式会社アスコットに対して第三者割当増資を実施し、THEグローバル社はアスコットの連結子会社となった。
2022年9月21日付でアスコットが保有している全株式がSBIホールディングスへ譲渡され、それによりTHEグローバル社はSBIホールディングスの連結子会社となった。
キャッチコピーは、「未来の不動産を面白くする」。

## 沿革
- 1998年（平成10年）
  - 9月24日 - 扶桑レクセル株式会社（現・大京）の営業職であった永嶋秀和が、有限会社シー・アール・エスを設立。
  - 11月 - 有限会社グローバル住販に商号変更。「グローバル」という言葉に大きな希望を込めた。
- 1999年（平成11年）2月 - 株式会社に移行。
- 2001年（平成13年）11月16日 - 株式会社エルシード（現・グローバル・エルシード）を設立。
- 2005年（平成17年）9月2日 - 株式会社ハートウェルス・マネジメント（現・グローバル・ハート）を設立。
- 2006年（平成18年）6月21日 - 株式会社ヒューマンヴェルディ（現・グローバル・キャスト）を設立。
- 2008年（平成20年）3月19日 - ジャスダック証券取引所に上場。
- 2010年（平成22年）7月1日 - 株式移転により、持株会社である株式会社THEグローバル社を設立。グローバル住販はTHEグローバル社の完全子会社となる。
- 2012年（平成24年）
  - 9月6日 - 東京証券取引所2部上場。
  - 12月22日 - ジャスダック上場廃止。
- 2016年（平成28年）
  - 4月 - ホテル運営子会社のグローバル・ホテルマネジメントを設立。
  - 7月29日 - 東京証券取引所1部に指定替え。
- 2020年（令和2年）
  - 11月 - グローバル・ホテルマネジメントの全株式を譲渡。
  - 12月21日 - 第三者割当増資により、株式会社アスコットの連結子会社となる。
- 2022年（令和4年）9月21日 - 株式譲渡により、SBIホールディングス株式会社の連結子会社となる。

## ホテル事業
グローバル・エルシードがコンバージョン等によるホテル開発を行い、グローバル・ホテルパートナーズが運営を行う。
- TABIYA HOTEL - 2016年6月4日、京都市下京区足袋屋町に開業。8室。
- GOZAN HOTEL & SEARVICED APARTMENT - 2017年4月21日、京都市東山区三町目に開業。21室のサービスアパートメント型ホテル。
- THE MACHIYA HOTEL - 2017年12月22日、京都市下京区若宮通七条に開業。5室のコンドミニアム型ホテル。
- THE GENERAL KYOTOブランドによる分散型ホテル5棟。
  - THE GENERAL KYOTO 麩屋町通I
  - THE GENERAL KYOTO 麩屋町通II
  - THE GENERAL KYOTO 富小路通I
  - THE GENERAL KYOTO 富小路通II
  - THE GENERAL KYOTO 大和大路通I

## CMキャラクター
- 滝沢秀明 - 2013年4月より放送[10][11]。
- ミランダ・カー - 2017年4月より放送

## 出演番組
- 日経スペシャル ガイアの夜明け（テレビ東京、2005年3月29日）- マンションは買い時か？ 〜大量供給　販売の現実〜[12]。